# Gema

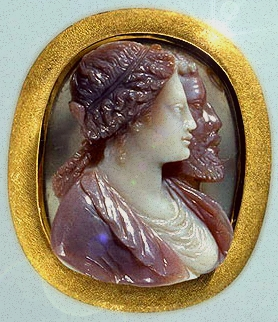
Lucretia Borgia a Alfonso d'Este (kamej, achát, kolem 1550)

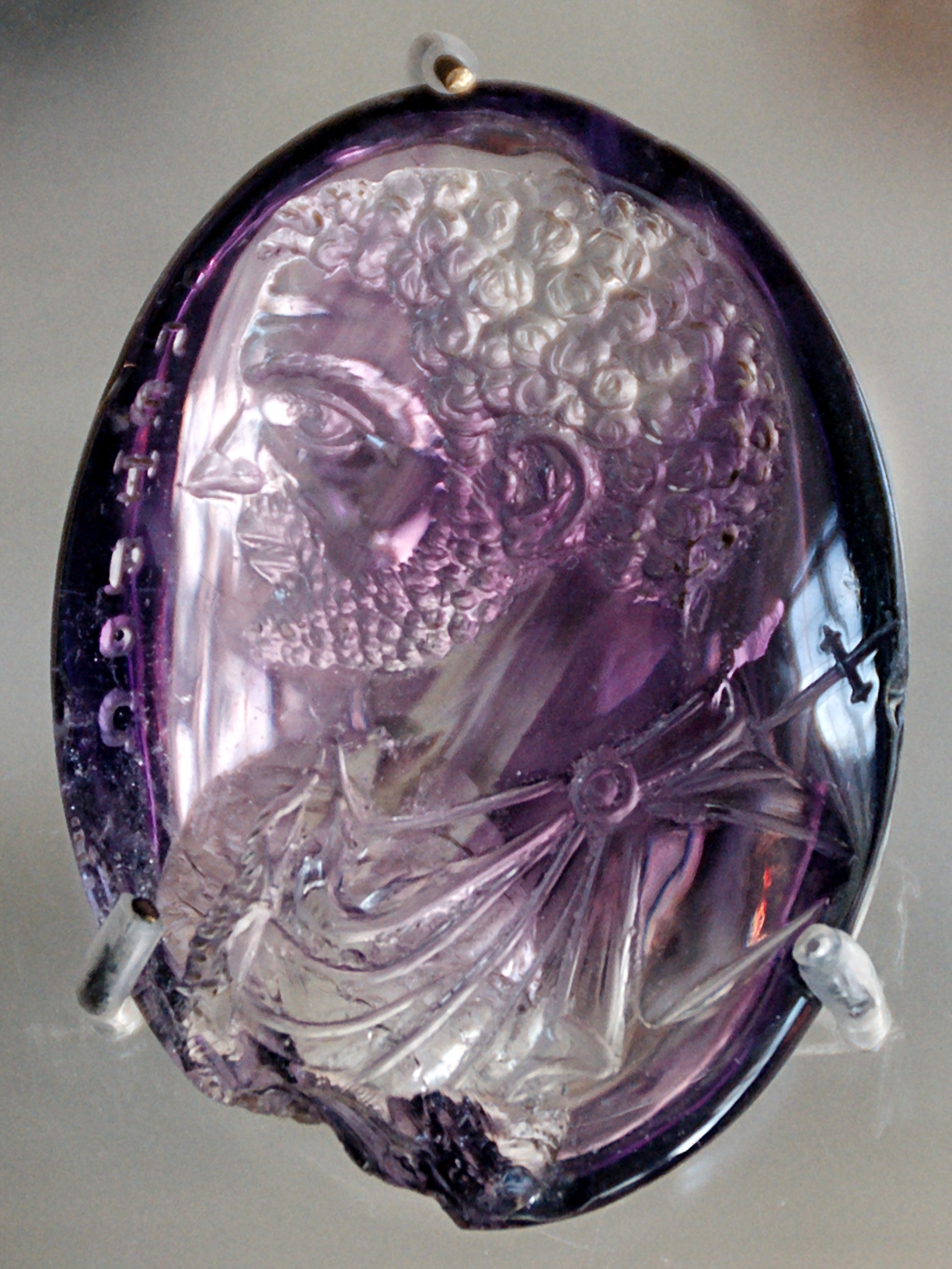
Římský císař Caracalla, kamej nápisem Petros a křížem přeřezaná na sv. Petra, ametyst, kolem 250, kolem 600)

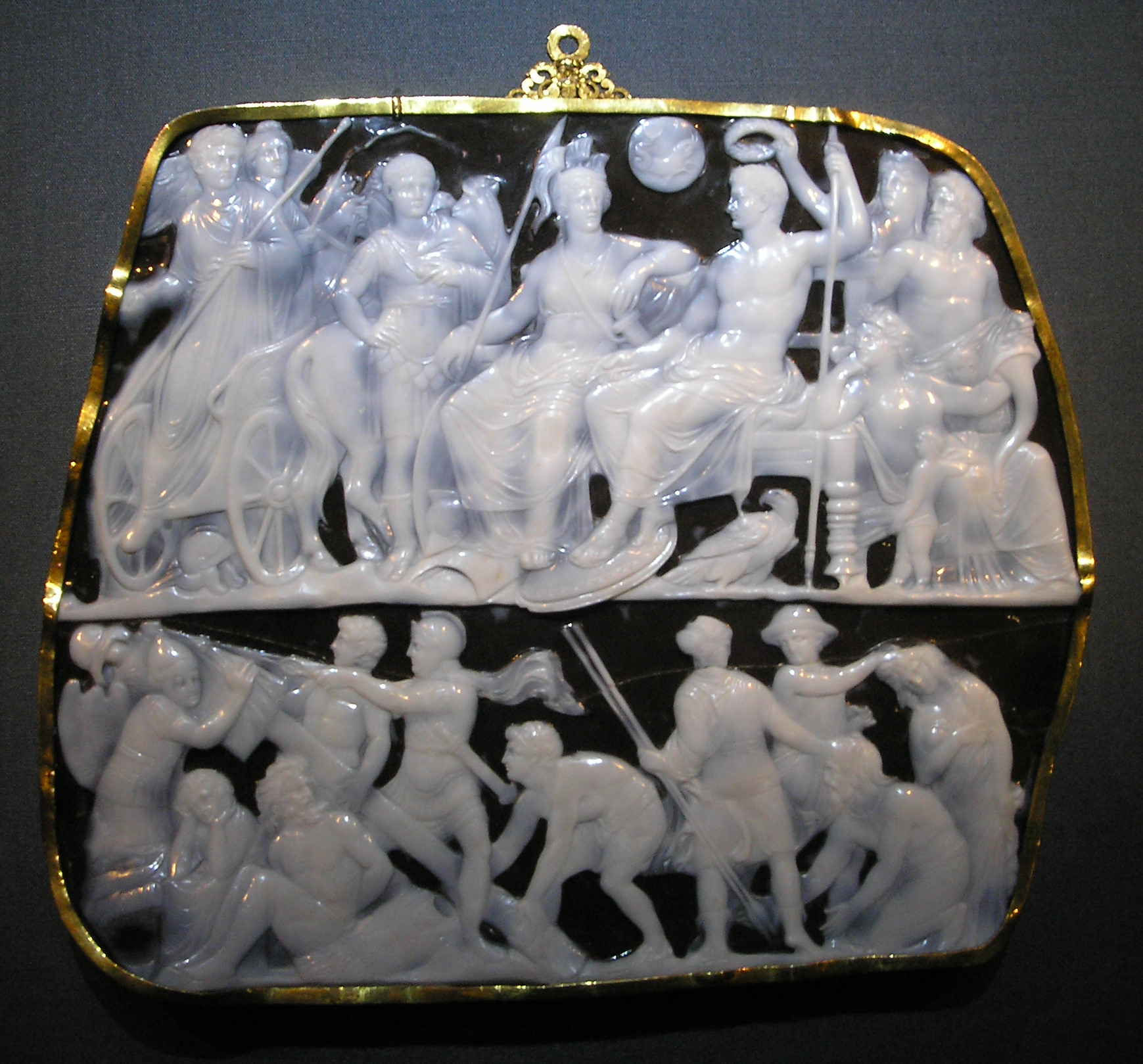
Mimořádně velká Gemma Augustea, kolem roku 10 (kamej, onyx 19 x 23 cm, Kunsthistorisches Museum Vídeň)

Gema (lat. gemma, drahokam) je drobné sochařské dílo, vybroušené nebo vyřezané do drahého kamene nebo do skla a užívané jako část šperku nebo amulet.

## Historie
Glyptika, velmi jemné vybrušování do drahých kamenů a polodrahokamů, vznikla patrně na Blízkém Východě a na Středním Východě v údolí Indu, kde se od 2. tisíciletí př. n. l. vyráběly pečetní válečky a pečetidla. Brousilo se dřevěnými nebo kovovými hroty, na něž se nanášel prášek z korundu a roztlučených drahokamů. Nástroj se točil svidříkem, později na jednoduchém šlapacím soustruhu. Práce byla nesmírně zdlouhavá a náročná. Stejné válečky z téže doby pocházejí z Mezopotámie a z Asýrie.
Ve Středomoří se tato technika objevuje v Egyptě a na Krétě, od 7. století př. n. l. v Řecku a později v Římě, kde dosáhla velké dokonalosti. Gemy se nejčastěji brousily do tvaru vypuklých oválných nebo kruhových čoček a zasazovaly do zlatých, často zdobených obrub, do závěsů a pečetních prstenů. Starověké a byzantské gemy se ve středověku používaly k ozdobě bohoslužebných předmětů. Proslulým sběratelem gem byl císař Karel IV., který je dal zasadit také do české královské koruny a do koruny římského císaře, která spočívá na bustě svatého Karla Velikého v Cáchách.
Od 15. století byly gemy velmi oblíbené jako šperky a řezaly se hlavně v Itálii, ve Francii v Paříži a na dvoře burgundských vévodů. V období manýrismu se objevují specifické gemy také z brusírny na dvoře císaře Rudolfa II. v Praze, kde se proslavili Miseroniové z Lisonu. Rudolfova rozsáhlá sbírka, do jejíhož inventáře byla zapsána i největší římská Gemma Augustea, je vystavena zčásti v Uměleckohistorickém muzeu ve Vídni a ve Světské klenotnici v Hofburgu.

## Druhy
V běžné řeči se často pojmy chybně zaměňují, každý má odlišný význam:
- Gema (nebo latinské gemma) je obecné označení pro drobnou rytinu či plastiku ve tvrdém materiálu, nejčastěji v drahokamu či ve skle.
- Intaglie(latinsky intaglio) je gema s motivem vybroušeným do hloubky, tj. v negativu, aby se dala otiskovat, zasazuje se do pečetidel a pečetních prstenů - signetů. Má-li nápis, je stranově obrácený, aby se dal přečíst v otisku.
- Kamej je gema, která má vypuklý, tj. pozitivně řezaný reliéf, jde o miniaturu basreliéfu. Často pro zvýraznění, resp. kontrast, využívá různobarevných vrstev drahokamů, jako jsou odrůdy turmalínu, proužkový achát, černo-bílý onyx či černo-hnědo-červeno-bílý sardonyx.

## Galerie

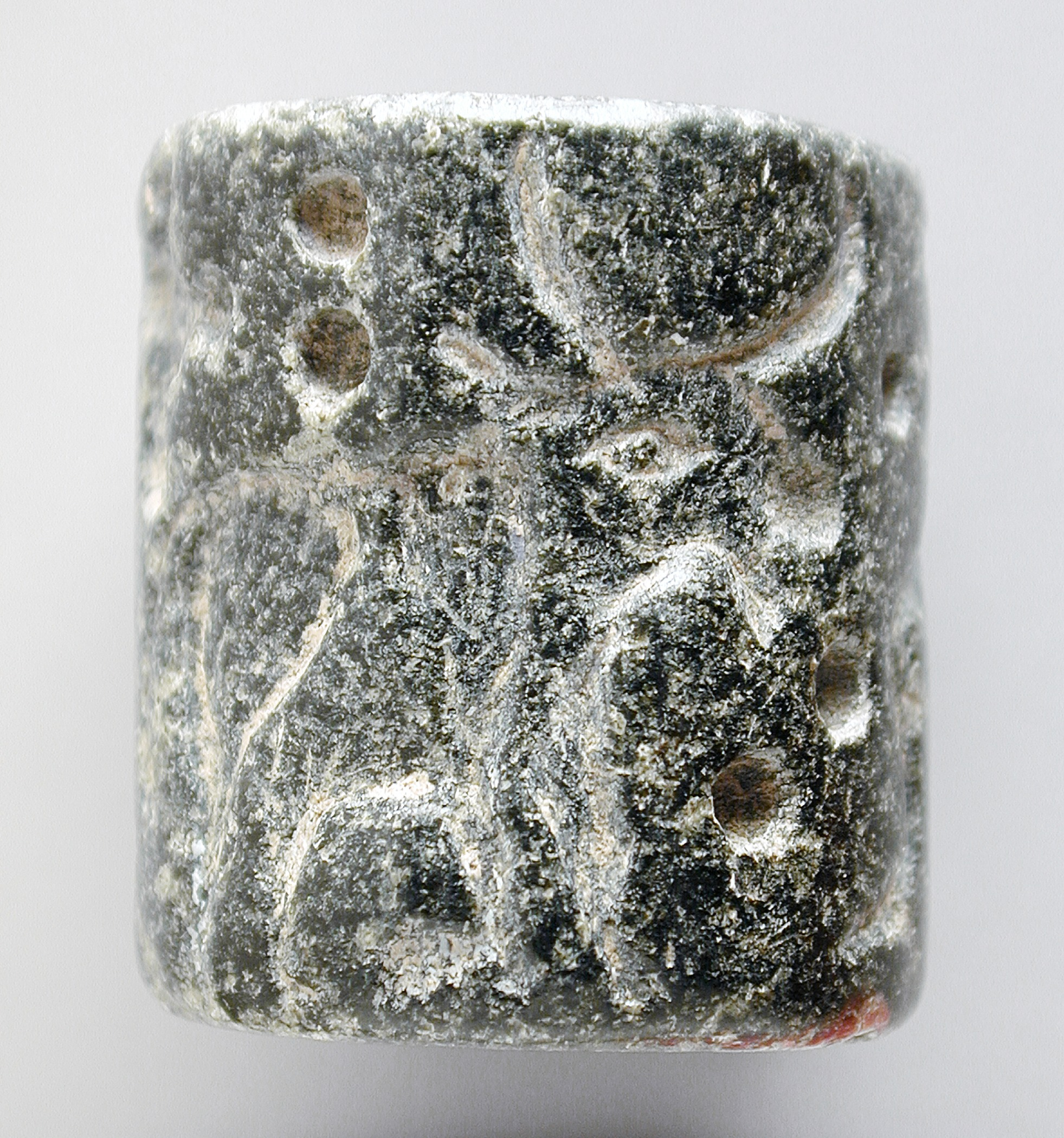
Válečkové pečetidlo s býkem (kolem 3000 př. n. l.)
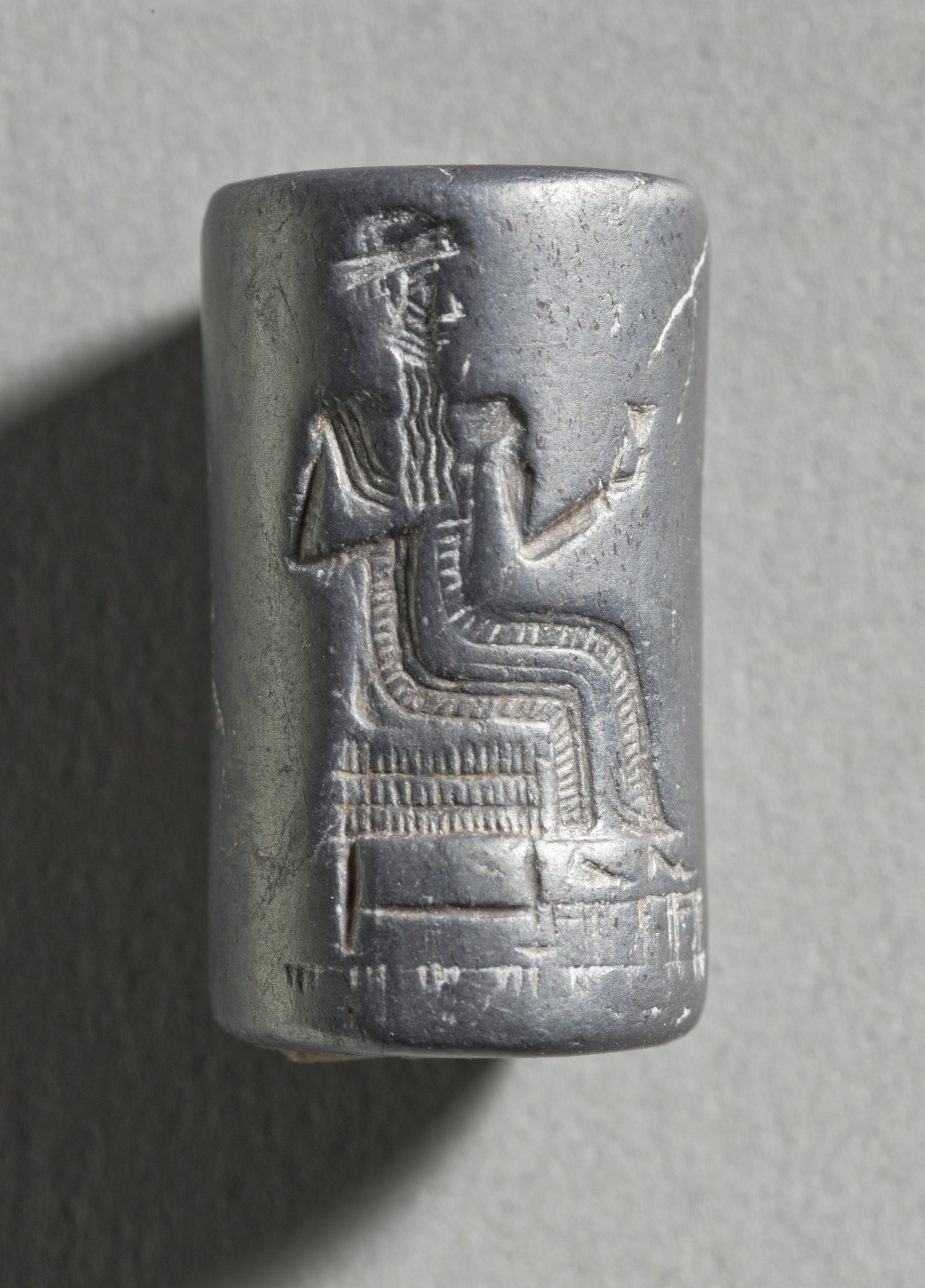
Válečkové pečetidlo (hematit, kolem 1800 př. n. l.)
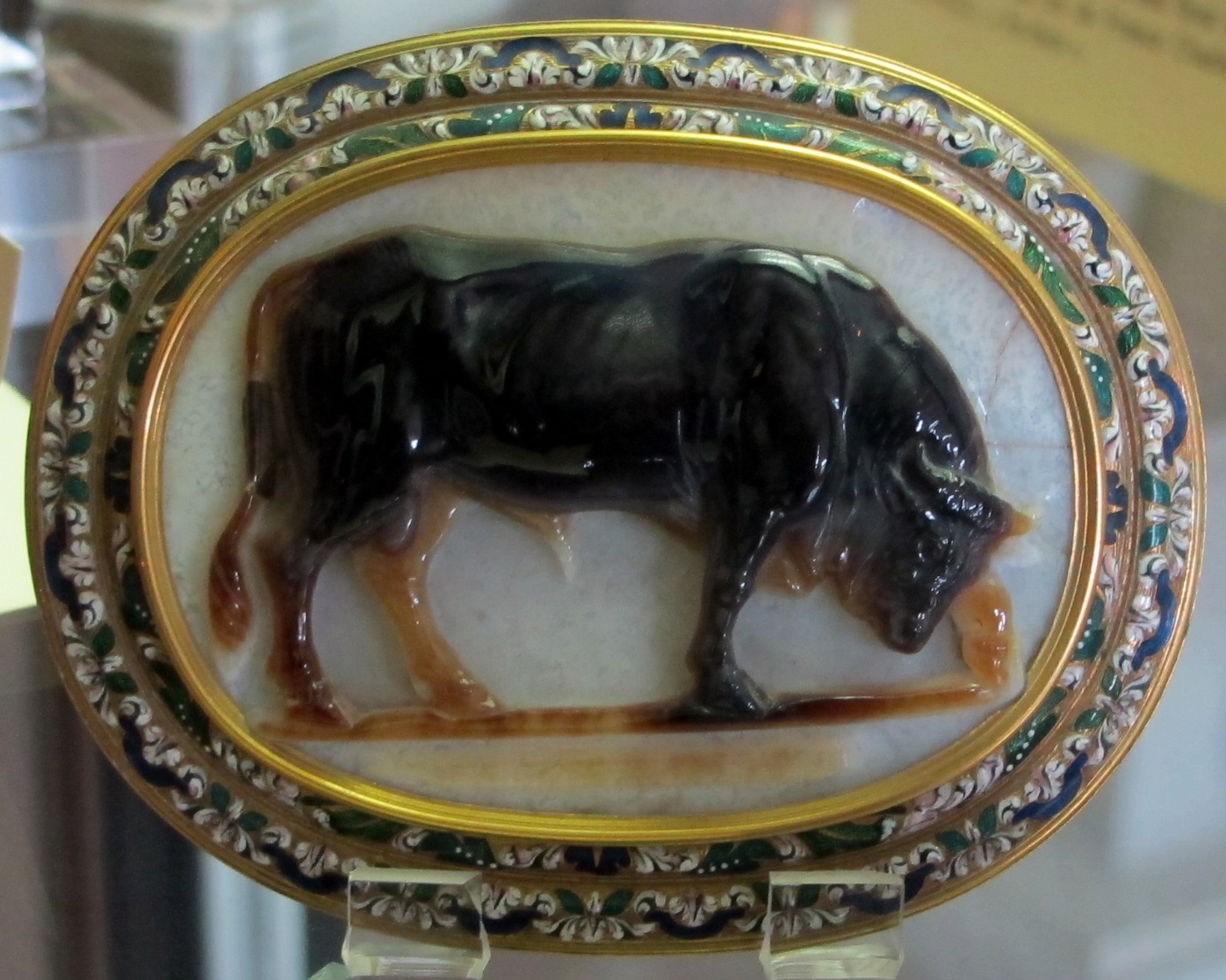
Býk (kamej, sardonyx, 1. stol. př. n. l.)
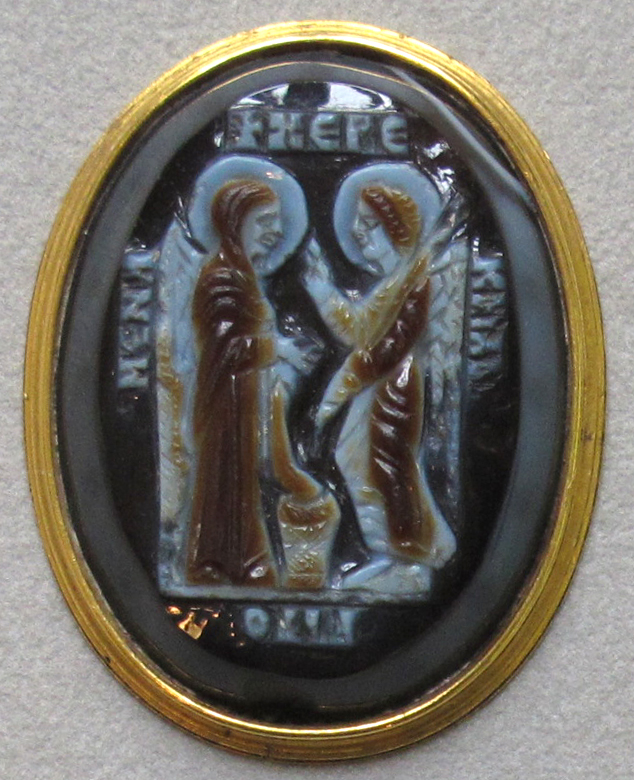
Zvěstování, Byzanc (kamej, sardonyx, kolem 600)
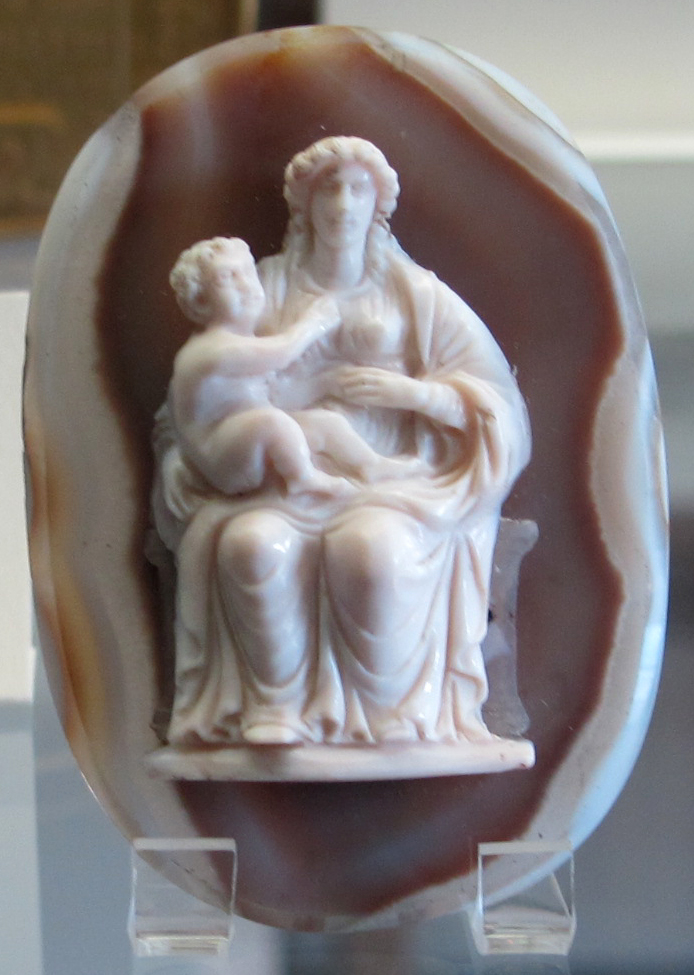
Madona s Ježíškem (kamej, Itálie, 16. stol.)